# Eugen Klunzinger
Eugen Klunzinger (* 9. Oktober 1938 in Böblingen) ist ein deutscher Rechtswissenschaftler und Politiker. Er war Professor an der Juristischen Fakultät der Universität Tübingen.

## Leben
Klunzinger wurde 1966 mit der Dissertation Anerbenrecht und gewillkürte Erbfolge an der Universität Tübingen promoviert. war zunächst Professor an der Fachhochschule Nürtingen und danach Professor an der Juristischen Fakultät der Universität Tübingen mit den Fachgebieten Bürgerliches Recht, Handels- und Gesellschaftsrecht für Wirtschaftswissenschaftler. Seit Mai 2020 ist er pensioniert.
Er ist Autor zahlreicher wissenschaftlicher Abhandlungen zum Bürgerlichen Recht, Handels-, Gesellschafts- und Steuerrecht sowie Autor verschiedener Lehrbücher im Zivilrecht, die im Münchener Vahlen-Verlag erscheinen. Gleichzeitig ist er als Dozent an der VWA Stuttgart tätig.
Von 1979, als er für den ausgeschiedenen Arthur Gruber nachrückte, bis 2006 war Klunzinger als Abgeordneter für die CDU Mitglied des Landtags von Baden-Württemberg und dort über viele Jahre hinweg Vorsitzender des Ausschusses für Wissenschaft und Forschung. Er gewann stets das Direktmandat im Wahlkreis Böblingen. Bei der Neuordnung der Rundfunklandschaft im Südwesten mit dem Ziel einer Fusion der zuvor getrennten Rundfunkanstalten SDR und SWF zum heutigen SWR hat er als Vorsitzender die dazu eingesetzte Enquete-Kommission geleitet.
Er ist Träger des Bundesverdienstkreuzes 1. Klasse.

## Schriften
- Grundzüge des Handelsrechts. Vahlen, München 1978; 14. Auflage 2011, ISBN 978-3-8006-3805-5.
- Grundzüge des Gesellschaftsrechts. Vahlen, München 1979; 16. Auflage 2012, ISBN 978-3-8006-4238-0.
- Übungen im Privatrecht. Vahlen, München 1981; 10. Auflage 2012; ISBN 978-3-8006-3897-0 (Internet Archive).
- Einführung in das bürgerliche Recht: Grundkurs für Studierende der Wirtschaftswissenschaften. Vahlen, München 1987; später: Einführung in das Bürgerliche Recht: Grundkurs für Studierende der Rechts- und Wirtschaftswissenschaften; 17. Auflage 2019, ISBN 978-3-8006-5886-2.